# Isoetes melanopoda
Isoetes melanopoda là một loài dương xỉ trong họ Isoetaceae. Loài này được Gay & Durieu mô tả khoa học đầu tiên năm 1864.